# Juan de Rojas y Pascual de Bonanza
Juan de Rojas y Pasqual de Bonanza (Alacant, 1862 - 1925) fou un advocat i polític valencià, parent de José de Rojas Galiano, diputat a Corts Espanyoles durant la restauració borbònica.
Fou membre de l'executiva alacantina del Partit Liberal Conservador entre 1894 i 1897. Fou membre de la Diputació d'Alacant el 1890 pel districte d'Oriola-Dolors. A les eleccions generals espanyoles de 1896 fou elegit diputat pel districte de Dolors, però l'acta fou anul·lada el 3 de setembre de 1896 i fou substituït per Trinitario Ruiz Valarino.